# Dotyville (Oklahoma)
Dotyville es un lugar designado por el censo ubicado en el condado de Ottawa  en el estado estadounidense de Oklahoma. En el año 2010 tenía una población de 101 habitantes y una densidad poblacional de 84,17 personas por km².

## Geografía
Dotyville se encuentra ubicado en las coordenadas 36°50′3.46″N 94°53′53.78″O / 36.8342944, -94.8982722 (36.834294° -94.898272°). Según la Oficina del Censo de los Estados Unidos, Dotyville tiene una superficie total de 0,459 mi² (1,2 km²), de la cual 0,459 mi² (1,2 km²) corresponden a tierra firme y 0 mi² (0 km²) es agua.

## Demografía
Según la Oficina del Censo en 2000 los ingresos medios por hogar en la localidad eran de $58,750 y los ingresos medios por familia eran $58,750. Los hombres tenían unos ingresos medios de $0 frente a los $41,250 para las mujeres. La renta per cápita para la localidad era de $29,150. Alrededor del 0% de la población estaban por debajo del umbral de pobreza.